# Тектонічні рухи
Тектоні́чні ру́хи — механічні рухи земної кори, що викликаються силами, які діють в земній корі і головним чином в мантії Землі. Тектонічні рухи викликають деформації гірських порід. Синоним — постумні рухи. 

## Загальний опис
Основною причиною тектонічних рухів вважають конвективні течії в мантії в сполученні з дією сил тяжіння і прагненням літосфери до гравітаційньої рівноваги по відношенню до поверхні астеносфери.
Тектонічні рухи пов'язані, як правило, із зміною хімічного складу, фазового стану (мінерального складу) і внутрішньої структури гірських порід, що піддаються деформації.
Тектонічні рухи відслідковуються засобами повторного нівелювання земної поверхні глобально за допомогою системи супутникового позиціонування GPS та на місцевому рівні.
Успадковані тектонічні рухи повторюють напрям і характер попередніх рухів, але, як правило, з меншою інтенсивністю. Термін застосовується для позначення тектонічних рухів на платформах (особливо молодих), які протікають у тому ж напрямку, що й рухи попереднього геосинклінального етапу.
Тектонічні рухи розрізняють за амплітудою (орогенні, епейрогенні), формою прояву (складчасті, розривні і т. д.), часом прояву (давні, новітні, сучасні), напрямом дії (вертикальні, горизонтальні, коливальні), а також за механікою, масштабом дії і т.ін. Є кілька класифікацій тектонічних рухів різних авторів. В таблиці подані класифікації тектонічних рухів за В. Ю. Хаїном та В. В. Білоусовим:
| Суттєво вертикальні рухи | Суттєво вертикальні рухи | Суттєво вертикальні рухи                           | Суттєво горизонтальні рухи |
| Поверхневі (покривні)    |                          |                                                    |                            |
| Складчасті (нагнітання)  | Блокові                  | Складчасті (загального зім'яття, ковзання та інші) | Зсуви, насуви, шар'яжі     |
| Корові                   |                          |                                                    |                            |
| Складчасті (огортання)   | Блокові                  | Складчасті                                         | Зсуви, регіональні насуви  |
| Глибинні                 |                          |                                                    |                            |
| Хвильові                 | Брилові                  | Хвильові                                           | Глибинні зсуви та насуви   |

| Внутрішньокорові рухи                                            |                                              |
| Складчасті (брилові, нагнітання, загального зім'яття і глибинні) | Розривні (скиди, підкиди, насуви та інші)    |
| Загальнокорові рухи                                              |                                              |
| Коливні (загальні, хвильові)                                     | Розривні (глибинні розломи, підкиди та інші) |

## Вивчення
Сучасні тектонічні рухи вивчаються геодезичними методами —повторним нівелюванням, триангуляцією, трилатерацією, лазерними вимірюваннями, методами космічної геодезії. Вони показують, що тектонічні рухи відбуваються безперервно і повсюдно. Швидкість вертикальних рухів складає від часток до перших десятків мм, горизонтальних на порядок вище — від часток до перших десятків см на рік.